# جيمس هيلي
جيمس هيلي (بالإنجليزية: James Healy)‏ هو جيولوجي وموسيقي نيوزيلندي، ولد في 10 سبتمبر 1910، وتوفي في 10 ديسمبر 1994.